# Jeep Grand Cherokee
Jeep Grand Cherokee är en fyrhjulsdriven SUV som kom i sin första skepnad 1993 och tillverkas av Jeep. Modellen var först avsedd att ersätta Jeep Cherokee - men marknaden visade sig vara stor nog åt båda modellerna. Alla Grand Cherokee har automatlåda (undantaget tidiga dieslar) och fördelningslåda med lågväxel.

## Modeller

### ZJ (1993–1998)

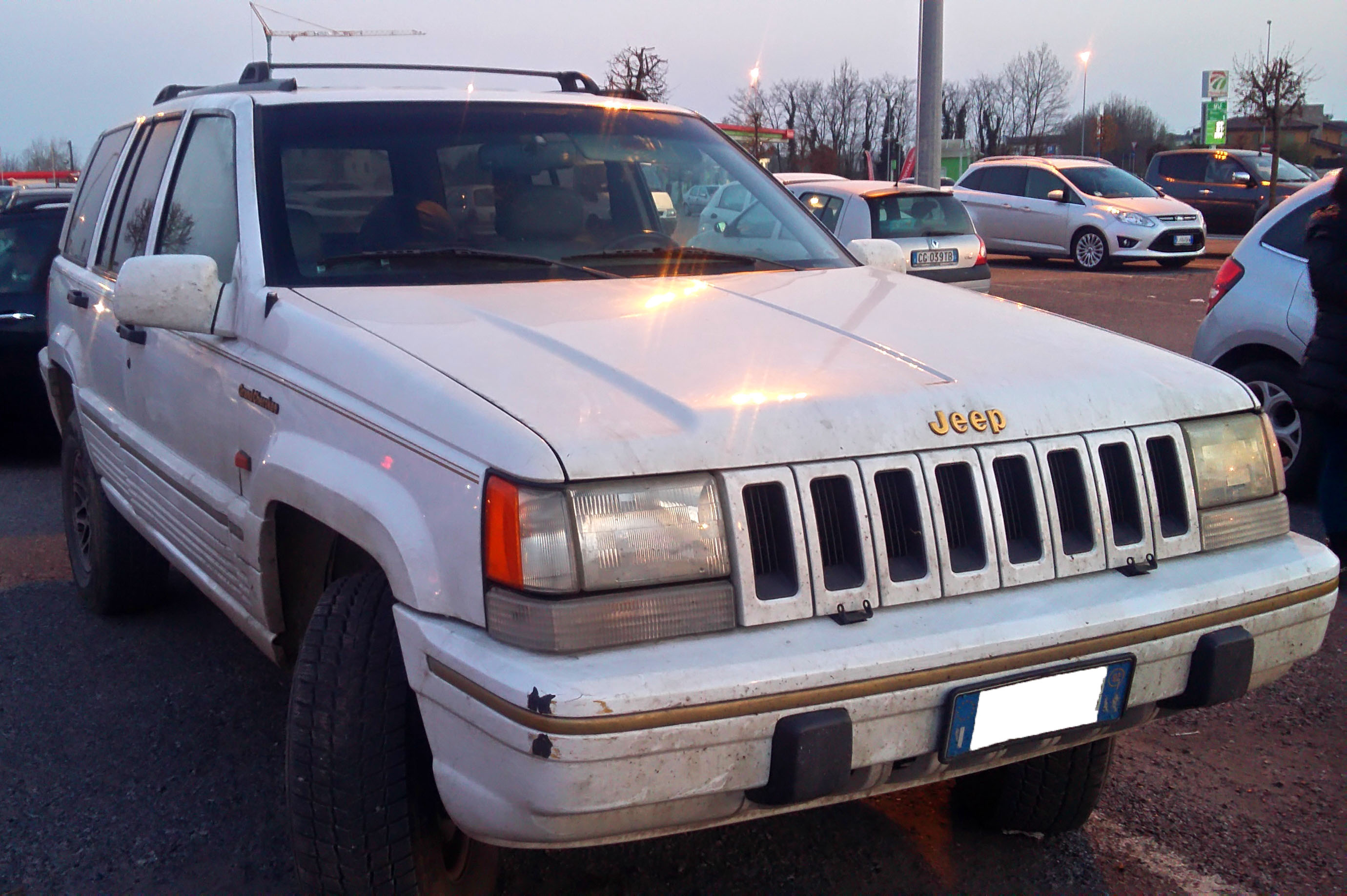
Baksida

Den första modellen av Jeep Grand Cherokee kallas ZJ, den lanserades 1993 och fortsatte att tillverkas fram till 1998 då wj tog över. Inför årsmodell 1996 genomgick Grand Cherokee en facelift med bland annat uppdaterad inredning, nya stötfångare, grill och lyktor. ZJ har tillverkats med flera motoralternativ, bland annat en 4,0 liters rak sexa, Magnum 5.2 och en specialversion kom med Magnum 5.9.En mer ovanlig fyrcylindrig turbodiesel från Detroit Diesel (Vanliga Cherokee fanns med 4 cylindrig diesel från Renault) med manuell låda fanns också att välja 1995–1998. 1998 tillverkades en jubileumsmodell som gick under namnet Jeep Grand Cherokee 5.9 Limited LX för exportmodeller (Jeep Grand Cherokee 5.9 Limited i USA). Modellen är uppskattad för sin låga vikt, framkomlighet och enkla robusta konstruktion.

### WJ (1999–2004)
År 1998 presenterades den något större efterträdaren, WJ som kom att tillverkas mellan 1999 och 2004. Mycket var nytt: ny rundare kaross, lyxigare inredning med högre kvalitetskänsla, nya fyrhjulsdriftsystemet Quadra Drive med tillhörande differentialbromsar på fram- och bakaxel (tillval på enklare modeller)samt nya motorer och växellådor. De stela axlarna fanns kvar, för maximal framkomlighet. 4-liters sexan fanns också kvar, men Magnum V8-orna försvann till förmån för den mer moderna Power Tech V8:an på 4,7 liter med 223 hästkrafter.
Den nya modellen fick även en större dieselmotor, 3,1 liters VM Motori på 140 hästkrafter, den motorn blev i sin tur ersatt av 
en än mer kompetent 2.7 CDI från Mercedes med 163 hästkrafter. Dessa parades ihop med en 4- respektive 5-stegad automatlåda. 2002 kom Overland som var en något lyxigare variant än Limited. Vid det här laget hade alla V8or fått 5-stegad automatlåda.
Laredo var fortfarande instegsmodellen för den som föredrog den oömma, enkla stilen med olackad plast nertill runt om. Laredo har förutom stryktåliga karossdelar tygklädsel, kromad grill och urkopplingsbar fyrhjulsdrift som standard. Laredo känns också igen på olackade dörrhandtag och svart strålkastarsarg.
Limited var som innan en populär modell för den som ville ha mycket utrustning och möjlighet att välja bland olika motorvarianter, fälgar, färger och inredningar.
Toppmodellen Overland kom standard med en vässad version av Power Tech V8:an på 258 hästkrafter (4,7 H.O.), rockrails (som skyddar sparklådorna vid terrängkörning), unika stolar och fälgar samt det mesta i utrustningsväg såsom Quadra Drive, sollucka och stora ljudpaketet. Dessutom ingick Up-Country fjädring som ger ca 1" högre markfrigång - dock bortvalt av många köpare och helt struket sista modellåret. Med H.O.-motorn på 258 hästkrafter gör Grand Cherokee 0–100 km/h på 8,7 sekunder.
I Europa är WG det formella namnet på modellen och den tillverkades i Graz i Österrike. Bilar med WG-specifikation skiljer sig något från WJ men det är inga betydande skillnader, (eldetaljer kan dock vara annorlunda). Modellen är uppskattad för sin robusta konstruktion som kombinerar duglig komfort med suveräna terrängegenskaper.

### WK (2005–2009)
2005 blev Grand Cherokee större, tyngre och än mer bekväm. Numer kunde man få en Hemi V8 under huven, även en treliters diesel från Mercedes-Benz på 218 hk var ny. Quadra Drive II ersatte gamla systemet och kan nu agera som fullgoda diffspärrar. Radsexan försvann till förmån för en V6 på 3,8 liter - en motor som saknade radsexans bottenvrid. Den stela framaxeln blev utbytt mot en mer bekväm delad. 2006 kom Jeep Grand Cherokee SRT-8 med en 6.1 liters Hemi V8 på 470 hk som gör 0–100 km/h på under 5 sekunder. Precis som förut är Limited och Laredo olika utrustningsklasser, där Limited är en lyxigare version. Något som WK fick utstå mycket kritik för var den bristande kvalitetskänslan i inredningen, men med en facelift 2008 blev materialvalen bättre och standarden höjdes. Samtidigt återlanserades toppmodellen Overland för att locka premiumkunderna.

### WK2 (2010–idag)

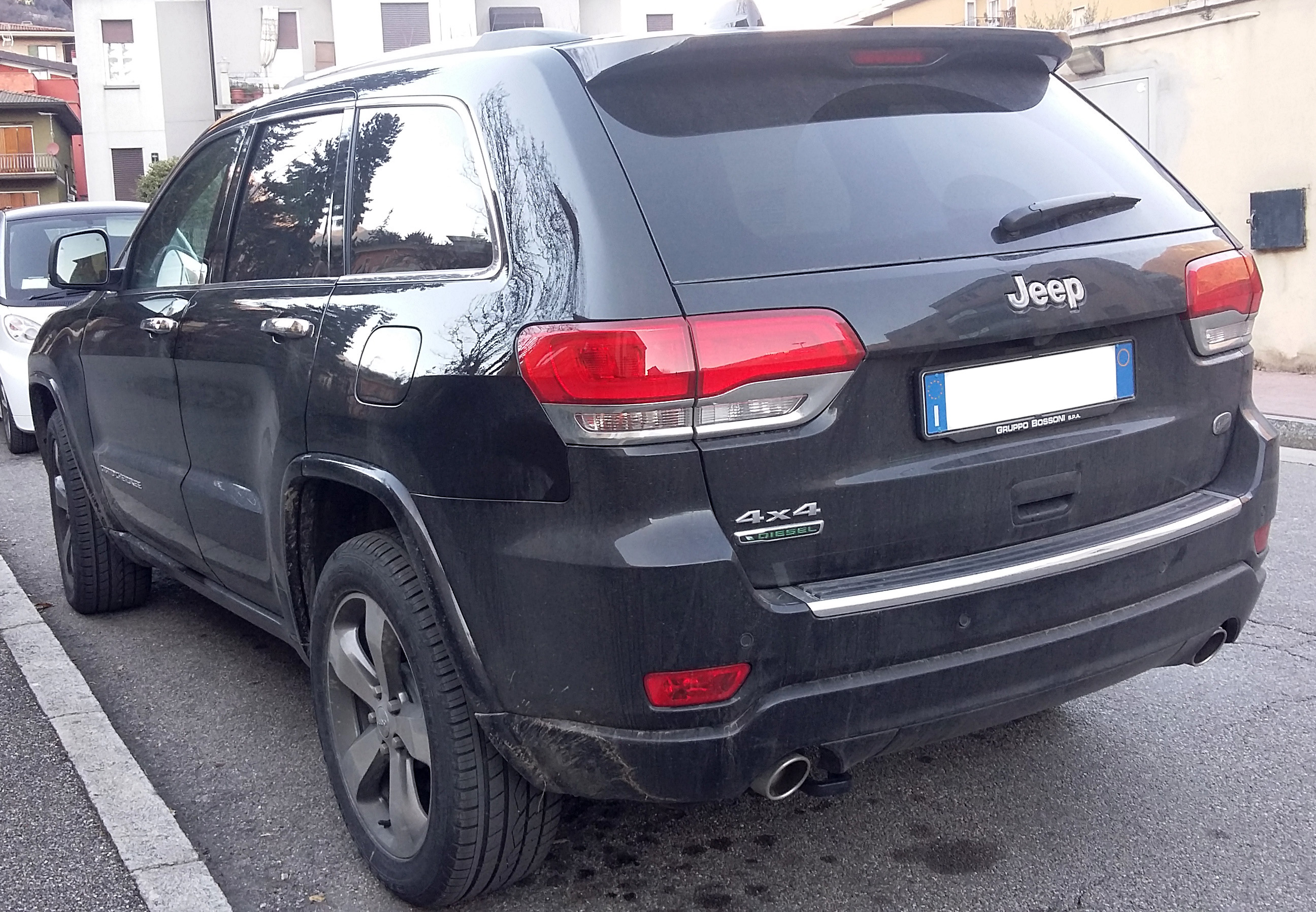
Jeep Grand Cherokee 2014 Facelift

2010 kom dagens modell, WK2. Nu hade även bakaxeln blivit delad, men som tröst för terrängentusiasterna kunde man nu få luftfjädring på de mer påkostade modellerna. Modellen präglas av Range Rover-ambitioner, inte minst med den nya varianten Overland Summit som har instrumentpanelen klädd i ljust läder. Modellen innebar ett stort lyft inredningsmässigt, som är av helt annan klass jämfört med föregångarna, något som bilpressen lovordat runt om i världen.
Efter ett misslyckat älgtest i Teknikens Värld får modellen slutomdömet "Nytt fräscht utseende men undertill ruvar en hel del gammal teknik som gör den vare sig snål eller miljövänlig. Köregenskaperna är oprecisa och i älgtestet fallerar den totalt när den är på väg att slå runt redan vid låga hastigheter. Vi rekommenderar inte Jeep Grand Cherokee av senaste generation." - detta efter en långdragen tvist mellan tidningen och Jeep. Teknikens värld är dock ensamma om missnöjet med Jeepen och dess köregenskaper.
Facelift till modellår 2014 med ny front i stil med Jeep Compass som tonar ner den tidigare så dominanta grillen. Nytt är också att man kan välja till en 8-stegad automatlåda, istället för den äldre 5-stegade.

## Motorer ZJ,WJ/WG
| År        | Slagvolym        | Motor                    | Effekt | Vridmoment           | Anmärkning |
| --------- | ---------------- | ------------------------ | ------ | -------------------- | ---------- |
| 1995–1998 | 2,5 TD Diesel    | 425 OHV I4               | 114 hk | 278 Nm vid 1 800 rpm |            |
| 1993–1995 | 4,0 (242 CID)    | AMC I6                   | 185 hk | 290 Nm vid 3 950 rpm |            |
| 1996–1998 | 4,0 (242 CID)    | AMC I6                   | 177 hk | 312 Nm vid 3 000 rpm |            |
| 1993–1998 | 5,2 (318 CID)    | Magnum V8                | 212 hk | 388 Nm vid 2 950 rpm |            |
| 1998      | 5,9 (360 CID)    | 5,9 Magnum V8            | 240 hk | 472 Nm vid 3 050 rpm | Limited LX |
| 1999–2004 | 4,0 (242 CID)    | AMC I6                   | 195 hk | 295 Nm vid 3 050 rpm |            |
| 1999–2004 | 4,7 (287 CID)    | PowerTech V8             | 223 hk | 394 Nm vid 3 300 rpm |            |
| 2002–2004 | 4,7 HO (287 CID) | High Output PowerTech V8 | 258 hk | 425 Nm vid 3 500 rpm | Overland   |
| 1999–2001 | 3,1 TD Diesel    | 531 OHV Diesel I5        | 140 hk | 384 Nm vid 1 800 rpm |            |
| 2002–2004 | 2,7 CRD Diesel   | OM647 Diesel I5          | 163 hk | 400 Nm vid 1 800 rpm |            |

## Växellådor ZJ,WJ/WG
| År        | Modell                         | Motor              | Anmärkning                              |
| --------- | ------------------------------ | ------------------ | --------------------------------------- |
| 1993      | AW4 4-stegs automat            | 4,0L (242 CID)     |                                         |
| 1994–1998 | 42RE 4-stegs automat           | 4,0L (242 CID)     |                                         |
| 1993–1995 | 46RH 4-stegs automat           | 5,2L (318 CID)     |                                         |
| 1996–1998 | 44RE 4-stegs automat           | 5,2L (318 CID)     |                                         |
| 1998      | 46RE 4-stegs automat           | 5,9L (360 CID)     |                                         |
| 1999–2000 | 45RFE 4-stegs automat          | 4,7L (287 CID)     | Kan uppgraderas i mjukvaran till 545RFE |
| 2001–     | 545RFE 5-stegs automat         | 4,7L (287 CID)     |                                         |
| 2002–2004 | Mercedes 722.6 5-stegs automat | 2,7L CRD (164 CID) |                                         |